# De Acht (boek)
De Acht is een boek van de Amerikaanse schrijfster Katherine Neville. Het was zowel in Amerika als in Nederland haar debuutroman. Het boek wordt uitgegeven door uitgeverij Luitingh. Deze gaf het boek uit in 2005, in de Verenigde Staten al in 1988.

## Opbouw
Het boek kent twee verhaallijnen, eind 18de eeuw en jaren 70. Bij elke wisseling van verhaallijn staat er een uitspraak die betrekking heeft op dat hoofdstuk. Ook is op zo'n dergelijke bladzijde een grote acht te zien.